# If Today Was Your Last Day
If Today Was Your Last Day – ballada rockowa kanadyjskiego zespołu Nickelback wydana jako trzeci singel, który pochodzi z szóstej studyjnej płyty formacji Dark Horse wydanej w 2008 roku. Utwór został zamieszczony na przedostatniej (dziesiątej) pozycji na tej płycie, trwa 4 minuty i 8 sekund i jest czwartym pod względem długości utworem. W pierwotnym założeniu wytwórni, jak i samego zespołu, to właśnie utwór „If Today Was Your Last Day” miał być pierwszym singlem promującym płytę, lecz w ostatniej chwili został zmieniony na utwór „Gotta Be Somebody”. Utwór został wydany na singlu jedynie w formacie digital download oraz radio single. Pierwotnie singel w stajach radiowych miał się ukazać 30 września, jednak został zastąpiony przez wspomniane już „Gotta Be Somebody”. Autorem tekstu do utworu jest wokalista Chad Kroeger, muzykę skomponował wspólnie cały zespół. Prócz wydania utworu w formie digital download, piosenka została udostępniona 11 listopada na portalu iTunes, gdzie zajęła 11. miejsce wśród najczęściej słuchanych utworów. 15 czerwca 2009 nastąpiła premiera singla w Wielkiej Brytanii. Singel z utworem zdobył status złotej w Australii Miksem utworu zajął się Mike Shipley.

## Znaczenie tekstu
Utwór opowiada o tym że nigdy nie jest za późno, aby stwierdzić, że się kogoś kocha. Utwór powstał już jakiś czas temu, lecz nie został ukończony. Przed nagrywaniem nowego albumu, wokalista grupy Chad Kroeger, powrócił do tego utworu i dokończył jego pisanie. Jak wyznał później w wywiadzie Kroeger, „If Today Was Your Last Day” jest to jego ulubioną piosenką z albumu „Dark Horse”. Uważa że ma bardzo motywujący i pozytywny przekaz.
Brzmienie utworu utrzymane jest w łagodnym rockowym brzmieniu, gdzie gitary akustyczne są przeplatane łagodnym brzmieniem gitar elektrycznych.

## Pozycje na listach
Utwór został wydany w Kanadzie, gdzie był puszczany w lokalnym radiu 104.5 CHUM FM, gdzie zajmował odpowiednio pozycję 2. oraz 12. miejsce w zestawieniu „CHUM Chart Top 30”. Następnie utwór zaczął być emitowany w innych lokalnych rozgłośniach radiowych, m.in. CIDC-FM oraz CKFM-FM. Utwór „If Today Was Your Last Day” zadebiutował na 35. pozycji listy Billboard Hot 100 w Stanach Zjednoczonych, oraz na 91. miejscu na liście Canadian Hot 100, gdzie konsekwentnie piął się w górę i dotarł do 23. miejsca. Utwór osiągnął także 1 pozycję na brytyjskiej liście UK Rock Chart.
Utwór trafił także na składankę muzyczną „Now That’s What I Call Music!”, która jest wydawana jedynie na terenie Wielkiej Brytanii. Poza tym piosenka znalazła się na soundtracku do filmu „Jak wytresować smoka”, oraz promowała filmy podczas Igrzysk Olimpijskich w Vancouver w 2010 roku.
Premiera koncertowa utworu nastąpiła podczas koncertu grupy w Manchester Evening News Arena w Manchesterze w Anglii, 22 maja 2009 roku. Od tamtej pory, utwór dość często prezentowany jest na żywo. Został także wykonany przez grupę wersji akustycznej, podczas występu w niemieckiej telewizji.

## Teledysk
Teledysk do utworu był kręcony w marcu 2009 roku. Reżyserem video został Nigel Dick. Część teledysku była kręcona w Qwest Center Omaha, pozostała część została nakręcona w Filadelfii w K&A Restaurant. Premiera teledysku nastąpiła 23 kwietnia 2009 roku. Teledysk przedstawia bogatego biznesmena, który rozdaje pieniądze tym których spotyka na ulicy. Dwie kobiety w Nowym Jorku rozdają kamizelki z napisem na plecach „Gdziekolwiek jesteś, weź”. Video podkreśla w znaczący sposób bieżący temat utworu, który brzmi: Przeżyj ten dzień tak, jakby był on Twoim ostatnim. W teledysku ukazana jest również scena, gdzie człowiek rozmawia przez telefon ze swoim szefem. Po rozmowie wyrzuca walizkę do kosza, zdejmuje szykowne ubranie w którym szedł do pracy. Świadczy to o tym aby żyć tak jak się chce, a nie tak jak nakazują inni. Teledysk podkreśla także aby wybaczać swoim wrogom.

## Lista utworów na singlu
| Nr. |  | Tytuł                        | Tekst        | Muzyka     | Długość |
| --- |  | ---------------------------- | ------------ | ---------- | ------- |
| 1.  |  | „If Today Was Your Last Day” | Chad Kroeger | Nickelback | 4:08    |
|     |  |                              |              |            |         |

## Twórcy
Nickelback
- Chad Kroeger – śpiew, gitara rytmiczna, produkcja
- Ryan Peake – gitara prowadząca, wokal wspierający
- Mike Kroeger – gitara basowa
- Daniel Adair – perkusja, wokal wspierający

Produkcja
- Nagrywany: marzec-sierpień 2008 roku w „Mountain View Studios” (Abbotsford) Vancouver, Kolumbia Brytyjska
- Produkcja: Robert Lange, Chad Kroeger, Joe Moi
- Miks utworu: Mike Shipley
- Inżynier dźwięku: Robert Lange oraz Joe Moi
- Asystent inżyniera dźwięku: Brian Wohlgemuth
- Mastering: Ted Jensen w „Sterling Sound”
- Operator w studiu: Bradley Kind
- Obróbka cyfrowa: Olle Romo oraz Scott Cooke
- Zdjęcia: Chapman Baehler
- Projekt i wykonanie okładki: Jeff Chenault & Eleven 07
- A&R: Ron Burman

## Notowania
| Lista (2008–2010)                                | Najwyższa pozycja |
| ------------------------------------------------ | ----------------- |
| U.S. Billboard Hot 100                           | 19                |
| U.S. Billboard Hot Adult Contemporary Recurrents | 14                |
| U.S. Billboard Hot Adult Top 40 Tracks           | 2                 |
| U.S. Billboard Hot Mainstream Rock Tracks        | 32                |
| U.S. Billboard Pop 100                           | 24                |
| Canadian Hot 100                                 | 7                 |
| Australian ARIA Singles Chart                    | 26                |
| Dutch Tipparade (Bubbling Under)                 | 19                |
| Swiss Singles Chart                              | 30                |
| German Singles Chart                             | 31                |
| Austrian Singles Chart                           | 31                |
| Swedish Singles Chart                            | 32                |
| UK Singles Chart                                 | 64                |
| UK Rock Chart                                    | 1                 |
| U.S. Billboard Mainstream Top 40                 | 12                |
| U.S. Billboard Radio Songs                       | 23                |
| U.S. Billboard Digital Songs                     | 16                |
| European Hot 100                                 | 76                |
| AOL Radio                                        | 3                 |
| U.S. Billboard Hot Adult Top 40 Tracks           | 2                 |
| Slovak Airplay Chart                             | 58                |

## Wydania singla
| Kontynent/Państwo | Wydawca    | Data wydania        | Wersja           |
| ----------------- | ---------- | ------------------- | ---------------- |
| Świat             | iTunes     | 11 listopada 2008   | digital download |
| Kanada            | EMI        | Listopad 2008       | radio single     |
| Stany Zjednoczone | EMI        | 31 marca 2009       | radio single     |
| Wielka Brytania   | Roadrunner | 15 czerwca 2009     | radio single     |
| Irlandia          | Roadrunner | 5 października 2009 | radio single     |
| Niemcy            | Roadrunner | 8 stycznia 2010     | radio single     |